# Жужелиця Шеврола
Жужелиця Шевролá (Parazuphium chevrolati) — вид комах з родини Carabidae. В Палеарктиці один із 13 видів роду. В Україні єдиний представник роду, нещодавно зареєстрований, як новий вид (рід) для фауни України. Жука названо на честь знаного французького ентомолога Огюста Шевролá

## Морфологічні ознаки
Завдовжки 5-7 мм. Верх рудий, тіло дуже сплющене. Надкрила на вершині прямолінійно обрубані, не прикривають вершину черевця. Скроні голови довгі, відносно опуклі.

## Поширення
Середньосередземноморський вид, поширений в Південній Європі, на півдні Середньої Європи (Словаччина, Угорщина, Чехія), в Туреччині, республіках Закавказзя та в Туркменістані.
Дуже рідкісний вид. З України відомий по двох екземплярах (Одеська область та Степовий Крим).

## Особливості біології
Мешкає у підстилці, під великим камінням, іноді на інсольованих ксеротермних приморських ділянках та на солонцях. Можливо, ендогей. Хижак. Зареєстрований в червні. Можливо, зимує імаго.

## Загрози та охорона
Може бути рекомендований до охорони в Сивашському заповіднику.